# 1987 في الأردن
فيما يلي قوائم الأحداث التي وقعت خلال عام 1987 في الأردن.